# بورصة الفلبين

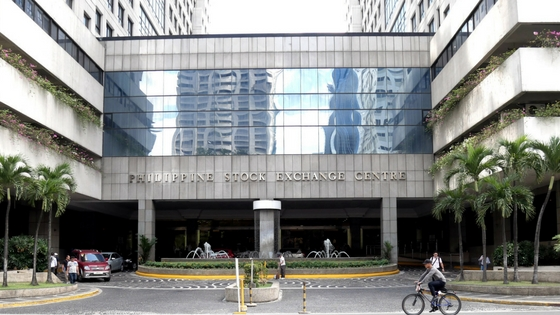
يقع مركز الفلبين للأوراق المالية في شارع ومركز أورتيغاس في باسيج.

بورصة الفلبين هي بورصة في الفلبين. أنشئت في عام 1992 من اندماج بورصة مانيلا و ماكاتي البورصة. 

## روابط خارجية
- بورصة الفلبين
- أكاديمية PSE